# Голлівудські трудові спори 2023 року
З 2 травня 2023 року було низка трудових спорів у кіно- та телеіндустрії США, головним чином зосереджених на страйках Гільдії сценаристів Америки та SAG-AFTRA. Це вже другий випадок одночасного страйку двох голлівудських профспілок — перший стався 1960 року — що призвело до появи в публікаціях англомовних ЗМІ терміну «подвійний голлівудський удар» (Hollywood double strike).
За прогнозом «Нью-Йорк таймс», з приєднанням профспілки акторів «глядачі, швидше за все, більш масштабно помітять наслідки подвійного страйку протягом наступних кількох місяців». Обидва трудові конфлікти спричинили найбільшу перерву в роботі американської кіно- та телеіндустрії з початку пандемії COVID-19.
Основними питаннями, що спричиняють суперечку між студіями та митцями з обох спілок, є права інтелектуальної власності, художня цілісність, відсутність залишкових виплат від стримінгових сервісів та нові розробки в галузі штучного інтелекту.
Після досягнення попередньої угоди у переговорах з керівниками студій 20–24 вересня профспілкове керівництво проголосувало за припинення страйку Гільдії сценаристів 27 вересня 2023 року. SAG-AFTRA досягла попередньої угоди з AMPTP 8 листопада і припинила страйк 9 листопада 2023 року.